# ア・ノー・ノー
「ア・ノー・ノー」 (A No No)は、マライア・キャリーの楽曲。15枚目のスタジオ・アルバム『コーション』から2枚目のシングルとして発売された。

## 解説
リル・キムの「クラッシュ・オン・ユー」をサンプリングしている。「クラッシュ・オン・ユー」はジェフ・ローバー・フュージョンの楽曲「レイン・ダンス」をサンプリングしている為、クレジットには両曲のソングライターの名前が記載されている。
ミュージック・ビデオにはマライアの双子の子供達や、恋人のブライアン・タナカがカメオ出演している
2種類のリミックス・ヴァージョンが制作され、ステフロン・ドンとシャウニがそれぞれに客演ラッパーとして参加している。

## トラックリスト
| #  | タイトル                                                                         | 作詞 | 作曲・編曲 | 時間 |
| -- | -------------------------------------------------------------------------------- | ---- | ---------- | ---- |
| 1. | 「ア・ノー・ノー（ステフロン・ドン・リミックス）」(A No No (Stefflon Don Remix)) |      |            | 3:54 |

| #  | タイトル                                                           | 作詞 | 作曲・編曲 | 時間 |
| -- | ------------------------------------------------------------------ | ---- | ---------- | ---- |
| 1. | 「ア・ノー・ノー（シャウニ・リミックス）」(A No No (Shawni Remix)) |      |            | 3:39 |